# 亨德森 (紐約州)
亨德森（英語：Henderson）是一個位於美國紐約州傑佛遜縣的鎮。

## 人口
根據2020年美國人口普查的數據，亨德森的面積為137.10平方千米，當中陸地面積為106.65平方千米，而水域面積為30.45平方千米。當地共有人口1438人，而人口密度為每平方千米10人。